# Dinamo Rostów nad Donem
Dinamo Rostów nad Donem (ros. Футбольный клуб «Динамо» Ростов‑на‑Дону, Futbołnyj Klub "Dinamo" Rostow-na-Donu) – rosyjski klub piłkarski z Rostowa nad Donem.

## Historia
Piłkarska drużyna Dinamo została założona w Rostowie nad Donem w latach 20. XX wieku.
Wiosną 1936 zespół debiutował w Klasie W Mistrzostw ZSRR i zajął pierwsze miejsce. Jesienią 1936 występował w Klasie B, a w następnym 1937 zajął 2. miejsce, co dało awans do Klasy A. Jednak nie utrzymał się w najwyższej lidze radzieckiej, gdzie zajął 18. miejsce i spadł z powrotem do klasy B. W sezonie 1939 zajął 3. miejsce ale na początku 1940 roku Decyzją Rady Centralnej Towarzystwa "Dinamo" zespoły rostowskiego Dinama zostały zdjęte z rozgrywek Mistrzostw ZSRR. Również w latach w 1936–1939 uczestniczył w rozgrywkach Pucharu ZSRR.
W 1946 zespół został odrodzony i startował w Drugiej grupie, Południowej podgrupie Mistrzostw ZSRR. W 1947 i 1949 ponownie uczestniczył w rozgrywkach Pucharu ZSRR. W 1949 nawet zajął pierwsze miejsce w podgrupie, ale w turnieju finałowym podzielił ostatnie 6. miejsce z Spartakiem Lwów.
W 1950 po reorganizacji systemu lig ZSRR zespół stracił miejsce w rozgrywkach Mistrzostw ZSRR i występował w Mistrzostwach obwodu rostowskiego.
W sezonie 2012/13 drużyna o tej nazwie występowała w Lidze Amatorskiej Rosji. Później nie brała jednak udziału w żadnych rozgrywkach seniorskich.

## Osiągnięcia
- 18. miejsce w Klasie A ZSRR: 1938
- 1/8 finału w Pucharze ZSRR: 1936, 1937, 1949